# Jean-Baptiste Dumas
Jean-Baptiste Dumas (Alès, 14 de julho de 1800 — Cannes, 10 de abril de 1884) foi um químico, político e acadêmico francês, mais conhecido por seus trabalhos em análise e síntese orgânica, bem como na determinação dos pesos atômicos (massas atômicas relativas) através da medição da densidade de vapor.

## Biografia
Dumas foi aprendiz e depois boticário na sua cidade natal. Em 1816, foi para Genebra, onde trabalhou como farmacêutico. Durante este tempo freqüentou a universidade, onde assistiu os cursos de física ministrado por M. A. Pictet, química por C. G. de la Rive, e botânica por A. P. de Candolle. Antes de atingir a maioridade trabalhou com Pierre Prévost num trabalho original sobre problemas da química fisiológica, e sobre embriologia. Publicou um trabalho sobre a fisiologia do sistema nervoso que chamou atenção. Em 1822 foi para Paris, onde sob os conselhos de Alexander von Humboldt tornou-se professor de química, primeiro como assistente dos cursos de Louis Jacques Thénard na "Faculdade das Ciências", e depois na Escola Politécnica. Em 1829, fundou junto com Alphonse Lavallée a Escola Central de Paris (École centrale Paris), uma das grandes écoles de engenharia francesa.
Sucedeu Louis Jacques Thénard na cátedra de química da Escola politécnica de 1835 até 1840, quando foi substituído por Théophile-Jules Pelouze. Em 1838, assumiu a cadeira de química orgânica na Faculdade de Medicina. Em 1832, assumiu o posto de professor adjunto de química na Faculdade de Ciências de Paris e titular em 1841, sucedendo Jean-Baptiste Biot. Henri Sainte-Claire Deville sucedeu-o como professor em 1868.
Como político chegou a ser ministro do Ministério da Agricultura e Comércio entre 1850 e 1851 no governo de Napoleão III, depois senador durante o Império, além de outras funções locais no executivo de Paris.
Jean-Baptiste Dumas morreu em abril de 1884, em Cannes.

## Contribuições científicas
Dumas formulou os princípios fundamentais da química geral; mediu a densidade de numerosos vapores e determinou com precisão a composição do ar, da água e do gás carbônico.
Dumas trabalhou especialmente na química orgânica. Descreveu as aminas e o antraceno. Ele estabeleceu a teoria das substituições, demonstrando a possibilidade de substituir o hidrogênio por cloro nos compostos orgânicos. Definiu a função álcool e formulou a composição dos éteres. Interessou-se particularmente na determinação da massa atômica do carbono.

## Sociedades científicas e condecorações
Jean-Baptiste Dumas foi eleito membro da Academia francesa em dezembro de 1875, sucedendo François Guizot que morreu em setembro de 1874. Com sua morte foi sucedido por Joseph Bertrand.
Foi membro também de diversas outras sociedades científicas, tais como:
- membro da Academia das ciências (1832)
- membro da Academia de medicina (1843)
- secretário perpétuo da Academia das ciências (1868)
- membro da Sociedade internacional dos estudos práticos de economia social,
- presidente da Sociedade de incentivo para a indústria nacional, SEIN, de 1845 a 1884.

Entre suas condecorações, destacam-se:
- Grande Cruz da Legião de honra (1863)
- Medalha Copley em 1843

## Obras
- Traité de chimie appliquée aux arts (Paris 1828-46, 8 volumes);
- Leçons sur la philosophie chimique (Paris 1837);
- Thèse sur la question de l'action du calorique sur les corps organiques (Paris 1838);
- Essai sur la statique chimique des êtres organisés (Paris 1841).